# 锡拉库萨罗马剧场

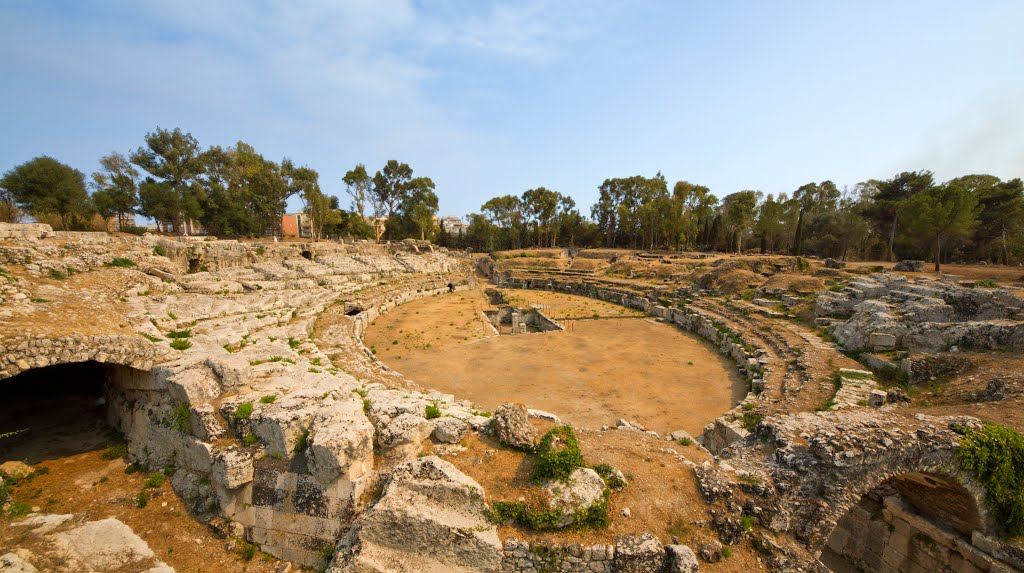

锡拉库萨罗马剧场（Anfiteatro romano di Siracusa）是意大利西西里锡拉库萨保存最完好的罗马帝国早期建筑之一。

## 位置
圆形剧场位于古代尼亚波利斯的郊区，现在是一个考古公园，靠近希腊剧场和希伦祭坛。圆形剧场与其他建筑的方向不同，可能遵循古典时期晚期的城市规划开发路线。从阿克拉迪纳到尼亚波利斯的主要道路经过奥古斯都拱门（Arco augusteo di Siracusa）通往圆形剧场。在拱门和圆形剧场之间，有一座巨大的喷泉，由一个尚未确定的大水池供水。一个独立的蓄水池为圆形剧场本身供水，保存在附近的圣尼古拉教堂下面。

## 建筑

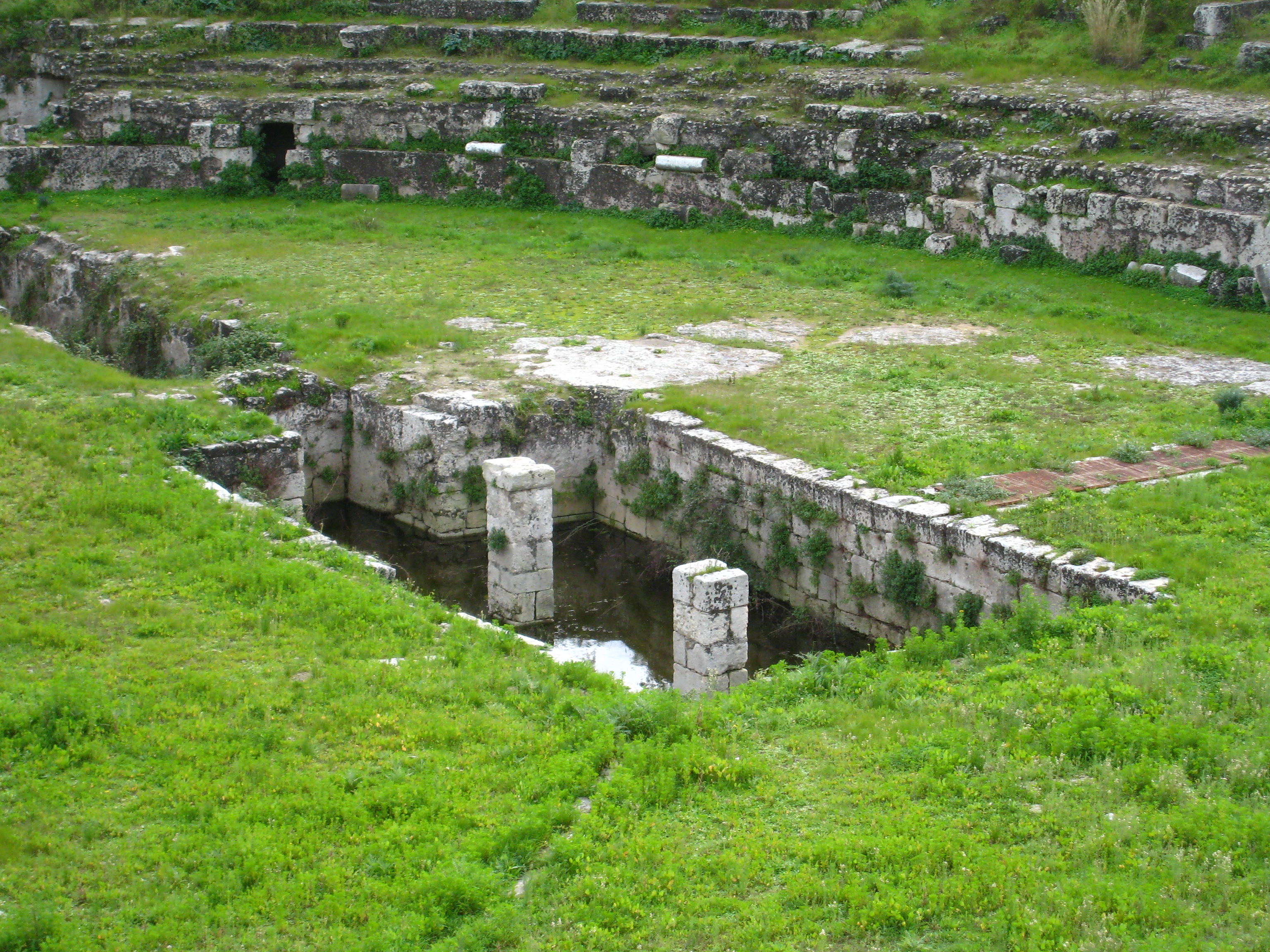

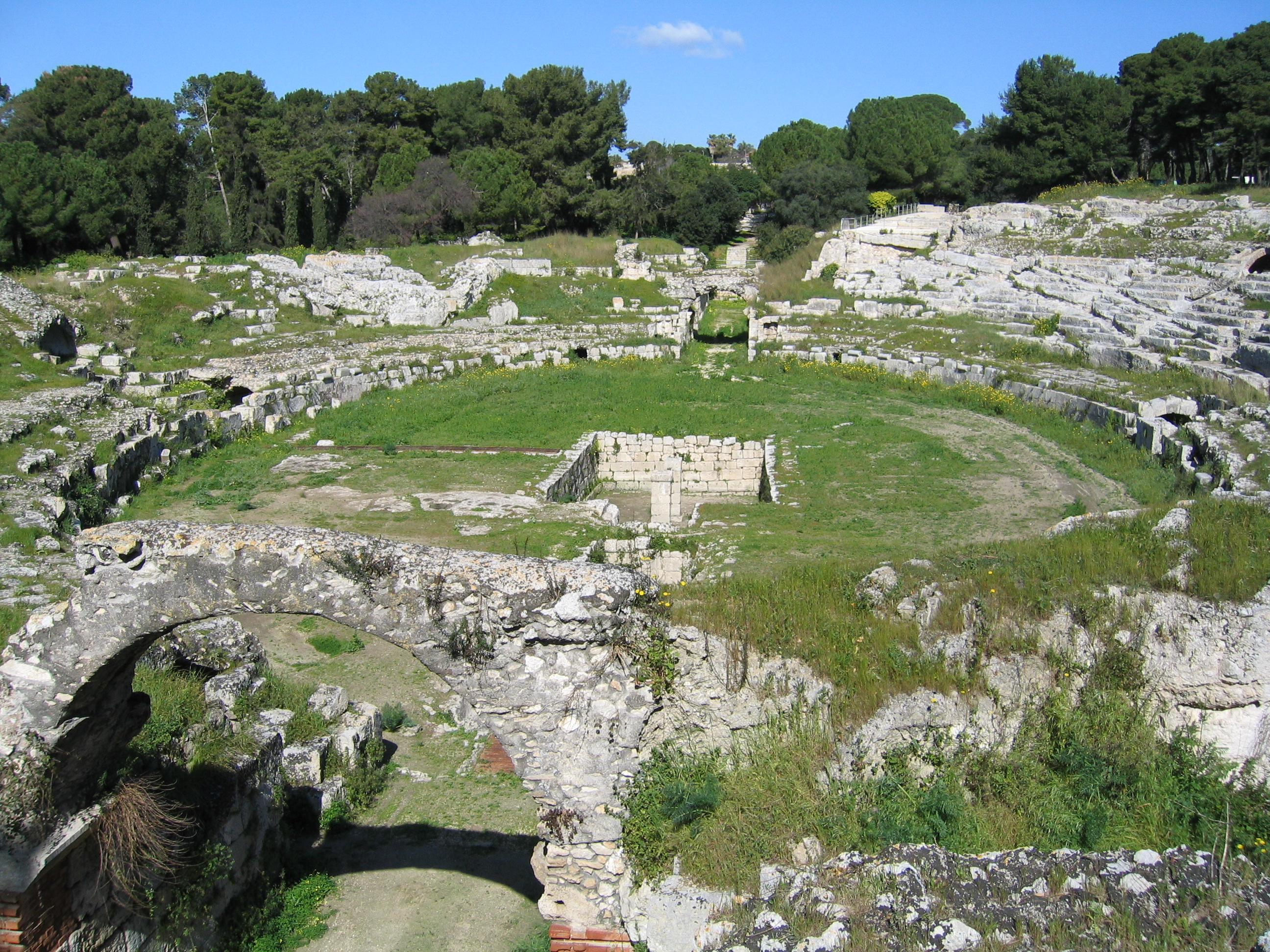

这座建筑是从岩石切割挖掘出来，利用了希腊剧场所在的同一岩石的斜坡。它拥有巨大的尺寸，长约140米，宽约119米。
这座圆形剧场最早于1839年由多梅尼科·洛法索·皮特拉桑塔发掘。